# Ozyptila ladina
Ozyptila ladina är en spindelart som beskrevs av Thaler och Zingerle 1998. Ozyptila ladina ingår i släktet Ozyptila och familjen krabbspindlar.
Artens utbredningsområde är Italien. Inga underarter finns listade i Catalogue of Life.